# ثري دي دوت غيم هيروز
ثري دي دوت غيم هيروز (بالإنجليزية: 3D Dot Game Heroes)، هي لعبة فيديو يابانية من تطوير ستوديو سيليكون ونشرها شركة أتلس، صدرت في الأسواق سنة 2009.